# Andrzej Bułharyn
Andrzej Bułharyn herbu Bułat – łowczy owrucki w latach 1715–1733.
Był elektorem Stanisława Leszczyńskiego w 1733 roku.